# 二軒茶屋餅

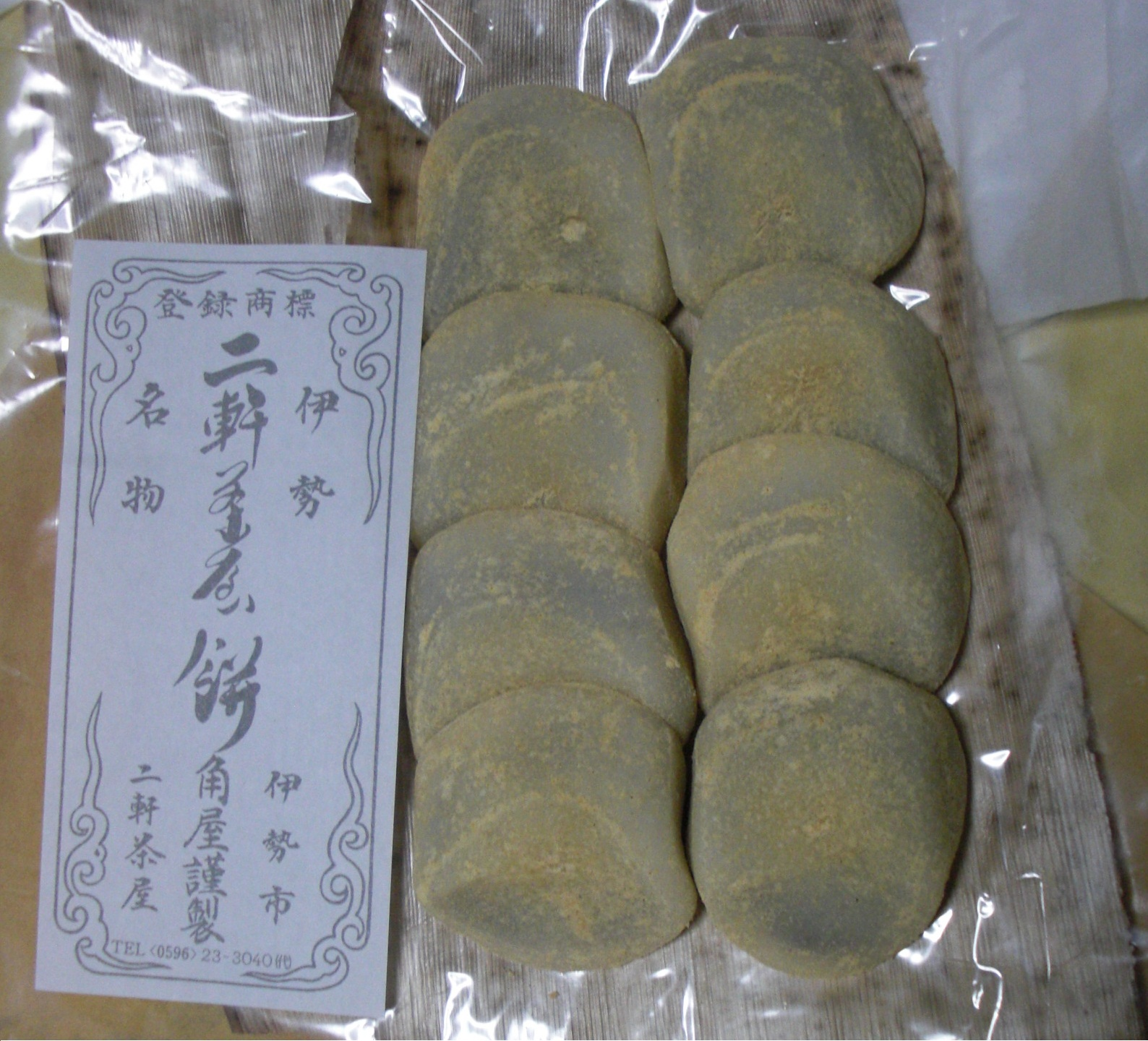
二軒茶屋餅

二軒茶屋餅（にけんちゃやもち・にけんぢゃやもち）は、三重県伊勢市の和菓子店「角屋本店」の商品。

## 概要
二軒茶屋餅は、角屋の製造するきな粉餅であり、中にあんこが入っている。角屋は、天正3年（1575年）に伊勢神宮へ参拝する舟参宮の港であった大湊から勢田川をさかのぼる舟着場の近くで創業された。創業当時、舟着場付近には角屋と湊屋の二軒の茶屋があったことから、同地は二軒茶屋と呼ばれるようになったと伝えられる。なお湊屋は現存しない。
大正12年（1923年）に18代目当主鈴木藤吉が味噌・溜りの醸造も始めた。平成6年（1994年）に不動産部門を分離して法人化し、有限会社二軒茶屋餅角屋本店となった。地ビールの伊勢角屋麦酒、神都麥酒の他、味噌・醤油も製造販売している。
現在の社長鈴木成宗（すずきなりひろ）は創業者から数え21代目にあたり、東北大学農学部卒業後、二軒茶屋餅角屋本店を経営し、日本商工会議所青年部元副会長・伊勢商工会議所青年部元会長なども務めた。現在は三重大学地域イノベーション学研究科の博士課程後期を単位満了退学し、その後、博士（学術）を授与された。
三重大学とともに新たな地ビールを共同開発し、その地ビールが平成26年（2014年）9月に開催された国際大会「インターナショナル・ビアカップ」で、ボトル缶・ハーブおよびスパイスビール部門で金賞を受賞した。

## 明治天皇の記念碑
角屋の敷地内には、樹齢四百余年の大楠の下に記念碑が建立されている。
この記念碑は、明治5年（1872年）に明治天皇が海路より伊勢神宮に参拝した際、二軒茶屋に上陸したことを記念して建立されたものである。

## 角屋民具館
角屋の裏手にある建物は、かつて餅の原料となる黒砂糖を蓄えておく蔵であったが、現在では様々な古民具を展示する「角屋民具館」として一般に公開されている。
江戸時代から使っていた餅造りの道具や商売道具、生活雑器などを展示しており、大きな民具や農具、銭箱など、当時の生活を伝える展示物も手に取って見ることができる。建物の一角は川の駅にもなっている。

## 味噌たまり蔵・地ビール蔵
二軒茶屋餅角屋本店の味噌醤油工場も「味噌たまり蔵」として見学を受け入れており、100年前から続く伝統的味噌醤油の醸造設備の見学が可能。昔ながらの天然醸造で、伊勢うどんのつゆなどに使われるたまりや醤油、味噌を作り続けている。仕込みの工程をすべて見ることができ、生のたまりの試飲も可能。また、隣接する地ビール蔵では、地ビール「神都麥酒」ができあがる様子を見学できる。

## 店舗
- 本店 - 三重県伊勢市神久六丁目8-25
- 内宮前店 - 三重県伊勢市宇治今在家町字東賀集楽34
- 外宮前店 - 三重県伊勢市本町13-6
- 売店麦酒蔵 - 三重県伊勢市神久6-428